# Racalmuto
Racalmuto település Olaszországban, Szicília régióban, Agrigento megyében. Lakosainak száma 7650 fő (2023. január 1.). Racalmuto Bompensiere, Favara, Grotte, Milena, Montedoro, Canicattì és Castrofilippo községekkel határos.

## Népesség
A település lakossága az elmúlt években az alábbi módon változott:
| Lakosok száma | 8219 | 8155 | 7650 |
|               | 2017 | 2018 | 2023 |